# Blahodatne (Bilhorod-Dnistrowskyj, Plachtijiwka)
Blahodatne (ukrainisch Благодатне, russisch Благодатное Blagodatnoje, deutsch und rumänisch früher Gnadenfeld) ist ein Dorf mit etwa 340 Einwohnern (Stand 2001) im Südwesten der Ukraine.
Durch das Dorf verläuft die Territorialstraße T–16–43.

## Geschichte
Das Dorf wurde 1880 von bessarabiendeutschen Siedlern aus Kulm, Neu-Elft, Tarutino, Katzbach, Teplitz, Paris, Alt-Elft, Lichtental, Dennewitz, Leipzig und Wittenberg gegründet.
Aus Dankbarkeit für die gute Ernte im Ansiedlungsjahr wählte man den Namen Gnadenfeld. Auch im russischen und rumänischen Sprachgebrauch hieß es seit seiner Gründung bis zur Umsiedlung der Deutschen 1940 Gnadenfeld. Die russischen Siedler haben es nach 1940 in Blagodatnaja umbenannt, was etwa Begnadete oder Gesegnete bedeutet.

## Verwaltungsgliederung
Am 12. Juni 2020 wurde das Dorf ein Teil der Landgemeinde Plachtijiwka; bis dahin gehörte es zur Landratsgemeinde Nadeschda im Norden des Rajons Sarata.
Seit dem 17. Juli 2020 ist sie ein Teil des Rajons Bilhorod-Dnistrowskyj.